# Déviation géodésique
En relativité générale, la déviation géodésique décrit la tendance des objets à s'approcher ou à s'éloigner les uns des autres tout en se déplaçant sous l'influence d'un champ gravitationnel variant dans l'espace.
En d'autres termes, si deux objets sont mis en mouvement le long de deux trajectoires initialement parallèles, la présence d'une force gravitationnelle de marée fera que les trajectoires se courberont l'une vers l'autre ou s'éloigneront l'une de l'autre, produisant une accélération relative entre les objets. Cette déviation est également présente pour les photons sans masse, et donc pour la lumière, amenant des effets de lentille gravitationnelle.
Mathématiquement, la relativité générale décrit une force de marée par un tenseur de courbure de Riemann. Lorsqu'elle subit uniquement l'influence de la gravité, la trajectoire d'un objet  est appelée une géodésique. L'équation de déviation géodésique relie le tenseur de courbure de Riemann à l'accélération relative de deux géodésiques voisines. En géométrie différentielle, l'équation de déviation géodésique est plus communément appelée équation de Jacobi.

## Définition mathématique
Pour quantifier l'écart géodésique, on commence par constituer une famille de géodésiques rapprochées indexées par une variable continue s et paramétrée par un paramètre affine τ. C'est-à-dire que pour chaque s fixe, la courbe balayée par γs(τ) lorsque τ varie est une géodésique. Lorsque l'on considère la géodésique d'un objet massif, il est souvent pratique de choisir τ comme étant le temps propre de l'objet. Si xμ(s, τ) sont les coordonnées de la géodésique γs(τ), alors le vecteur tangent de cette géodésique est égal à :
{\displaystyle T^{\mu }={\frac {\partial x^{\mu }(s,\tau )}{\partial \tau }}.}
Si τ est le temps propre, alors Tμ est la quadrivitesse de l'objet se déplaçant le long de la géodésique.
On peut aussi définir un vecteur de déviation, qui est le déplacement de deux objets voyageant le long de deux géodésiques infiniment séparées :
{\displaystyle X^{\mu }={\frac {\partial x^{\mu }(s,\tau )}{\partial s}}.}
L'accélération relative Aμ des deux objets est définie, en gros, comme la dérivée seconde du vecteur de séparation Xμ lorsque les objets se déplacent le long de leurs géodésiques respectives. Plus précisément, on trouve Aμ en prenant deux fois la dérivée covariante directionnelle de X le long de T :
{\displaystyle A^{\mu }=T^{\alpha }\nabla _{\alpha }\left(T^{\beta }\nabla _{\beta }X^{\mu }\right).}
L'équation de déviation géodésique relie Aμ, Tμ, Xμ, et le tenseur de Riemann Rμνρσ  :
{\displaystyle A^{\mu }={R^{\mu }}_{\nu \rho \sigma }T^{\nu }T^{\rho }X^{\sigma }.}
Une autre notation possible pour la dérivée covariante directionnelle {\displaystyle T^{\alpha }\nabla _{\alpha }} est {\displaystyle D/d\tau }. On peut donc aussi écrire l'équation de déviation géodésique comme suit :
{\displaystyle {\frac {D^{2}X^{\mu }}{d\tau ^{2}}}={R^{\mu }}_{\nu \rho \sigma }T^{\nu }T^{\rho }X^{\sigma }.}
L'équation de déviation géodésique peut être obtenue à partir de la deuxième variation du Lagrangien de la particule ponctuelle le long de sa géodésique, ou de la première variation d'un Lagrangien combiné. Avoir recours à l'approche lagrangienne présente deux avantages. Tout d'abord, cela permet d'utiliser diverses approches formelles de quantification au système de déviation géodésique. Ensuite, cela permet de formuler une déviation pour des objets beaucoup plus généraux que les géodésiques (en fait, pour tout système dynamique dont le moment indexé dans un espace-temps semble avoir une généralisation correspondante de la déviation géodésique).[réf. nécessaire]

## Limite de champ faible
Il est possible de voir plus clairement le lien entre déviation géodésique et accélération de marée en étudiant la déviation géodésique dans la limite de champ faible, où la métrique est approximativement de Minkowski, et les vitesses des particules test sont supposées être bien inférieures à c. Ensuite, le vecteur de tangente Tμ ressemble à (1, 0, 0, 0), c'est-à-dire que seule la composante temporelle est différente de zéro.
Les composantes spatiales de l'accélération relative sont alors données par :
{\displaystyle A^{i}=-{R^{i}}_{0j0}X^{j},}
où i et j ne prennent que les indices spatiaux 1, 2 et 3.
Dans le cas particulier d'une métrique correspondant au potentiel newtonien Φ(x, y, z) d'un objet massif en x = y = z = 0, on a :
{\displaystyle {R^{i}}_{0j0}=-{\frac {\partial ^{2}\Phi }{\partial x^{i}\partial x^{j}}},}
qui est le tenseur de marée (en) du potentiel newtonien.